# قاعة التمرينات

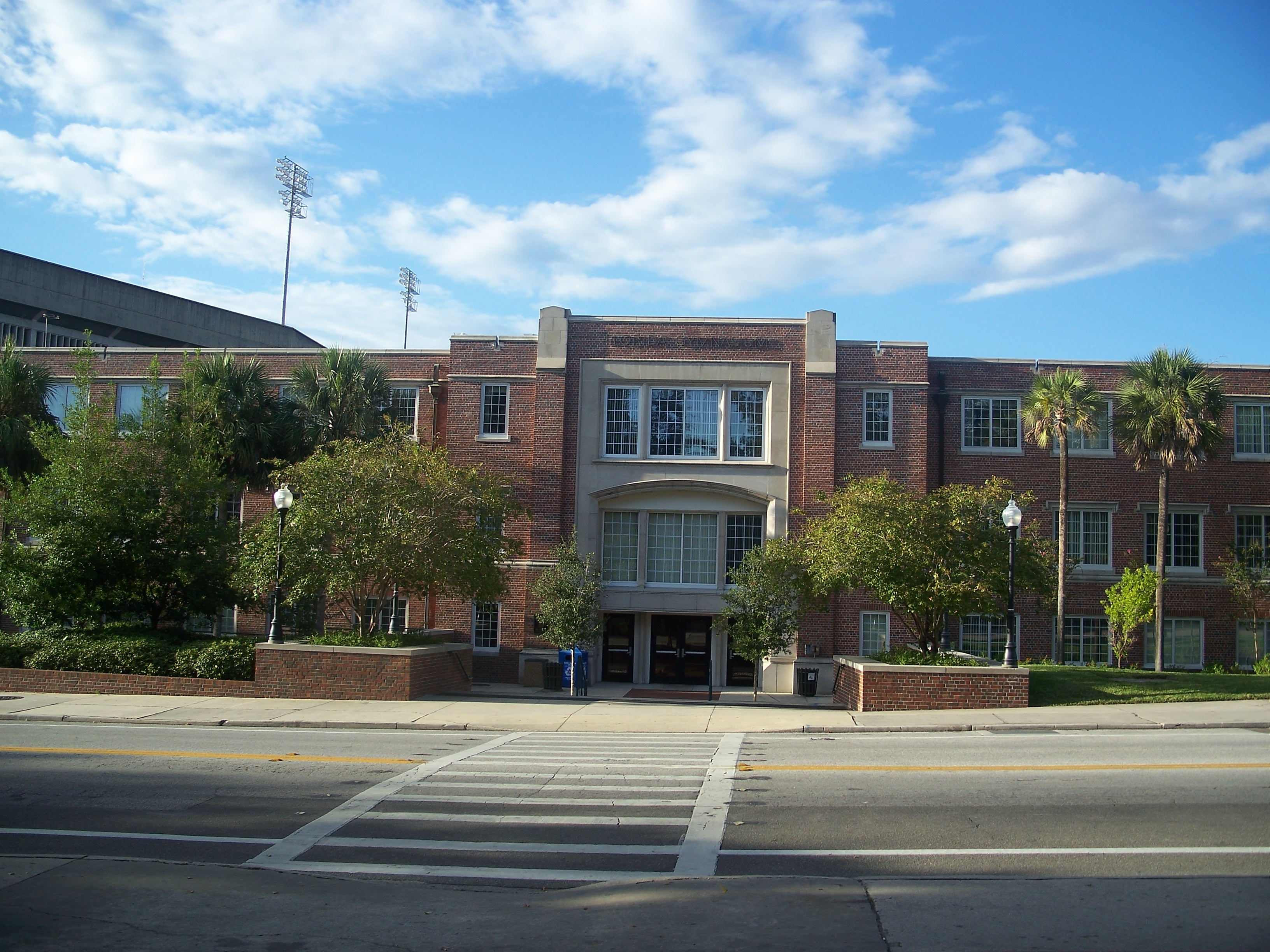
صالة ألعاب ولاية فلوريدا بجامعة فلوريدا

قاعة التمرينات أو جيمينزيوم قاعة لممارسة التمارين الرياضية وبعض الألعاب الرياضية غير الميدانية.

## التاريخ
Gymnasia (مثلا. ، مكان للألعاب الرياضية) في ألمانيا كانت تطور لماأطلق عليه Turnplatz وهو مكان في الهواء الطلق للألعاب الرياضية قام المربي الألماني فريدريش يان وتيرنر بترقيته، وهم حركة سياسية رياضية في القرن التاسع عشر الميلادي. ربما كانت أول صالة للألعاب الرياضية المغلقة في ألمانيا التي بناهافي هيسن في عام 1852 أدولف سبييس، أحد المتحمسين للبنين والبنات في مدارس الجمباز.
في اليونان القديمة كان gymnasion (γυμνάσιον) محلة لكل من التربية البدنية والفكري للشبان. المعنى الثاني للتعليم الفكري استمر في اللغات اليونانية والألمانية وغيرها للدلالة على نوع معين من المدارس وتوفير التعليم الثانوي، وصالة للألعاب الرياضية، في حين باللغة الإنجليزية تخص معنى التربية البدنية في كلمة"gym" «صالة الألعاب الرياضية».
كلمة صالة للألعاب الرياضية اليونانية تعني «المدرسة لممارسة المجردة» وكانت تستخدم لتعيين مكان لتعليم الشباب، بما في ذلك التربية البدنية (الجمباز، أي ممارسة) التي كان يؤديها عادة عارية، وكذلك الاستحمام، والدراسات. بالنسبة لليونانيين، واعتبرت التربية البدنية أهمية عن التعلم المعرفي. وكان معظم قاعات الألعاب الرياضية اليونانية المكتبات التي يمكن استخدامها بعد الاسترخاء في الحمامات.
والقاعات الرياضية الأولى في التاريخ يمكن أن تعود إلى قبل أكثر من 3000 سنة في بلاد فارس القديمة، وكانت تعرف باسم الزرخانة، والمناطق التي شجعت اللياقة البدنية. (أي الأماكن للجمباز) كانت الجمنازيوم في ألمانيا الذي يعتبر امتدادا لTurnplatz، مساحة في الهواء الطلق للجمباز، والذي تمت ترقيته من قبل المربي الألماني فريدريش يان وتيرنر، وهي حركة سياسية والجمباز في القرن التاسع عشر. كانت أول صالة للألعاب الرياضية المغلقة في ألمانيا ربما واحدة بنيت في ولاية هيسن في عام 1852 من قبل أدولف سبيس، أحد المتحمسين للجمباز البنين والبنات في المدارس.